# Paul Kimmage
Paul Kimmage (ur. 7 maja 1962 w Dublinie) – irlandzki kolarz szosowy. Olimpijczyk z Los Angeles 1984, gdzie na zawodach kolarskich na szosie roku zajął 27. miejsce w wyścigu indywidualnym i szesnaste miejsce w drużynie.
Szósty na mistrzostwach świata amatorów w 1985 i 44. w 1987 wśród zawodowców.
Mistrz Irlandii w 1981 i 1984; drugi w 1983. Drugi w klasyfikacji końcowej Tour of Ulster w 1982. Zajął 33. miejsce w Tour of Britain w 1983. Dziewiąty na siódmym etapie Tour de France w 1986.
- Zajął 84. miejsce w Giro d’Italia w 1989[6]. Trzeci w Grand Prix du Midi Libre w 1988[7] roku.

Jego brat Kevin Kimmage był również kolarzem, olimpijczykiem z Barcelony 1992.